# Preux et Audacieux
Preux et Audacieux es el término francés que da nombre al juego de rol por correo electrónico que, basándose en el sistema En Garde!, lleva funcionando sin interrupciones desde 1993 bajo la dirección de Tirs Abril.
La partida se ambienta en el reinado de Su Majestad el Rey Luis XIV  de Francia, y permite revivir la época de los Tres Mosqueteros, Cyrano de Bergerac, Scaramouche y muchos otros personajes, reales o de leyenda, que contribuyeron a crear un tiempo y un espacio únicos en la Historia Universal.

## Historia
Tras jugar varios años en la partida de En Garde! llamada "Les Liaisons Dangereuses", a cargo de Miguel Antón, y al empezar éste a mostrar síntomas de no poder continuarla, Tirs Abril se planteó empezar a dirigir la suya propia.
Para ello, Tirs contó con la inestimable ayuda del propio Miguel Antón, quien le facilitó toda la información y operativa necesarias, además de una versión completa del reglamento y algunos consejos iniciales.
Así, en marzo de 1993 vio la luz la partida de En Garde! llamada "Fleur de Lys", el nombre que tendría hasta que unos años más tarde, a mediados de 1996, cambiara su nombre al definitivo "Preux et Audacieux" para evitar cualquier confusión con la partida "La Fleur de Lys" que se estaba jugando simultáneamente en Gran Bretaña.
Desde entonces la partida se ha mantenido en funcionamiento de manera ininterrumpida, siempre bajo la dirección principal de Tirs, y contando en distintas etapas de la partida con las colaboraciones puntuales de Jordi Carrasco, Edu Simón, Marc Bardina y Joan Redón en la tarea del procesado de turnos.
Con los años, turno a turno, "Preux et Audacieux" ha ido evolucionando, mejorando algunos aspectos formales y de fondo, puliendo y complementando algunas secciones del reglamento original, y capitalizando la experiencia de la mayoría de los involucrados en la partida: desde el propio Tirs Abril pasando por el más de un centenar de jugadores que en un momento dado han participado en ella.
El resultado de todo ello es un juego de rol de gran madurez narrativa, con un sistema de juego depurado y robusto, y el innegable valor de constituir la más longeva partida de En Garde! en habla hispana, y ser una de las más completas usando este sistema en cualquier otro idioma.

## Particularidades de la partida
- Toda la información sobre la partida se articula en un sitio web, que ofrece una parte pública seccionada por temáticas con información general y ayudas sobre el reglamento, personajes, ambientación, material complementario, el estado de la partida, la última crónica, etc, y una parte privada con datos exclusivos para cada jugador/personaje.
- La comunicación pública entre jugadores/personajes y el Director de Juego se vehicula mediante una lista de correo electrónico.[4] La privada se establece principalmente mediante correo electrónico directo.
- Los jugadores envían sus turnos al Director de Juego mediante correo electrónico directo o a través de un sencillo formulario web.
- Parte del proceso de turnos se efectúa con la ayuda de un asistente informático que pese a resolver bastantes casuísticas no evita que la mayor parte del trabajo sea manual. Esto puede alargar los tiempos de los turnos, dedicándose de tres/cuatro semanas a la interrelación entre jugadores/personajes, y una al procesado del turno.
- A diferencia de otros juegos de rol, el Director de Juego solo actúa como árbitro, no como demiurgo. Eso deja en manos de los jugadores la responsabilidad de generar y mantener la dinámica de la partida.
- Cada jugador solo puede mantener en juego a un personaje, oscilando la media de personajes activos entre 15 y 25, y siendo 35 el máximo histórico.